# Salem, Illinois
Salem är en stad (city) i Marion County, i delstaten Illinois, USA. Enligt United States Census Bureau har staden en folkmängd på 7 462 invånare (2011) och en landarea på 18 km². Salem är huvudort i Marion County.

## Kända personer från Salem
- Charles W. Bryan, politiker
- William Jennings Bryan, politiker
- Bill Laswell, musikproducent
- Charles W. Vursell, politiker